# Hiroshi Fujii
Pour les articles homonymes, voir Fujii.
Hiroshi Fujii (藤井 弘, Fujii Hiroshi) est un astronome amateur japonais.

## Biographie
En 1994, avec Takao Kobayashi, Hiroshi Fujii découvre deux astéroïdes : (20073) Yumiko et (43859) Naoyayano.